# Maytenus reflexa
Maytenus reflexa är en benvedsväxtart som beskrevs av Ignatz Urban. Maytenus reflexa ingår i släktet Maytenus och familjen Celastraceae. Inga underarter finns listade.